# Жиробанк
Жиробанк (від італ. giro — обіг, коло) — банк, який здійснював безготівковий розрахунок шляхом перерахування сум з одного рахунку на інший. Також термін «жиророзрахунки» вживається для позначення всієї системи безготівкових розрахунків.

## Історія
Жиробанки, а також подібні їм банки були створені в Італії (Венеція (1587 рік), Генуя (1401 рік), Мілан (1593 рік), Німеччині (Гамбурзі (1619 рік. Припинив свою діяльність у 1875 році) та Нюрнбергу), Голландії (Амстердамі (1609 рік), Франції та в інших західноєвропейських країнах. Ці банки відкривали клієнтам рахунки в умовних розрахункових одиницях («банківських монетах») з певним вмістом золота чи срібла (Гамбурзький жиробанк — у банківських марках, 2775⁄100 частин якої були прирівняні до однієї вагової одиниці срібла), приймали внески та за наказами власників рахунків (жиронаказами) здійснювали перерахунки з рахунку одного клієнта на рахунок іншого.
Банківська справа в Італії зародилася в Римі і її було організовано за прообразом і подобою грецької банківської справи. Аргентарії або мензарії, які проводили операції прийому грошових внесків, переказу грошових коштів, видачі простих та іпотечних позик, організації і проведення аукціонів, з'явилися ще в ІІІ ст. до нашої ери. Особливо банківська діяльність стабілізувалася в кінці середньовіччя і в період Відродження у Венеції та Флоренції, де, крім комерційних банків, здійснювали свою діяльність громадські банки (1156—1171 років), які займалися переказом коштів з рахунків. Саме ці банки одні з перших отримали статуси жиробанків. Першим таким банком став Венеціанський банк «Monte Nuovo». Банки були громадськими установами, які приймали податки і проводили деякі банківські операції. Вони поділялися на «світські гори» та «гори», знаходилися під заступництвом духівництва та були створені з метою боротьби з лихварством.
Подальший розвиток банків призвів до участі держави у функціонуванні банківської системи. У 1401 році шляхом злиття багатьох товариств-кредиторів уряду, був створений знаменитий Банк Святого Георгія в Генуезькій республіці, що став кредитором держави. Як капітал йому були передані митні та інші прибутки держави. Банк користувався великими привілеями — генуезький володар, під час прийняття посади, мусив присягатися бути зобов'язаним захищати самостійність банку і сприяти його процвітанню. З 1463 по 1505 pp. Папою Римським було надано право банку відлучити від церкви невиправних боржників. І лише в 1675 році цей банк отримав статус жиробанку.
Рахунок у жиробанку відкривали за умови внесення до банку повноцінних грошей, дорогоцінних (банківських) металів у зливках, а також зарахування виручки від продажу товару або суми за векселем, вираженої в повноцінній банківській грошовій одиниці. Значні суми на жирорахунках використовувалися жиробанками для надання кредитів державі, муніципалітетам та купцям. Основною формою діяльності жиробанку було здійснення жиророзрахунків. У XVIII—XIX столітті з розвитком комерційних та емісійних банків — жиробанки перетворилися на банки, що здійснювали розрахунково-кредитні операції. Нині у багатьох банках є відділи жиророзрахунків між клієнтами одного банку.

## Система рахунків «жиро»
Система рахунків «жиро» має значні переваги в країнах, що не мають добре розвинутої банківської системи. Одержавши офіційний дозвіл на надання таких послуг для всього населення, поштові відділення починають функціонувати навіть у тих районах, де немає банків. Відповідно просту, але дуже важливу послугу з конвертування коштів, можуть використовувати комерсанти, торговці та фермери у малонаселених областях країни. Крім того, використання системи «жиро» не вимагає наявності поточного депозитного рахунку у відправника платежу, що робить ще більш доступною цю систему. Також функціонування системи поштових жиророзрахунків не потребує складних телекомунікаційних і комп'ютерних технологій. Однак системі «жиро» властиві деякі з недоліків готівки, зокрема необхідність часто навідуватися в банк для одержання грошей і на пошту для їхнього відправлення. Таким чином, грошові кошти у безготівкових розрахунках, не маючи речового вираження, існують лише у вигляді депозитів на рахунках у банках і реалізуються шляхом виписування розрахункових документів:
– платіжних доручень;
– платіжних вимог-доручень;
– платіжних вимог, чеків;
– векселів;
– акредитивів;
– інкасових доручень (розпоряджень).

### Схема # 1

Схема документообігу за розрахунків платіжними дорученнями

- 1 — передача платником у банк платіжного доручення на право списання суми платежу на користь одержувача грошових коштів;
- 2 — отримання платником виписки банку з його поточного рахунку про списання грошових коштів на користь одержувача;
- 3 — передача платіжного доручення (повідомлення) про зарахування платежу на поточний рахунок одержувача (передача платіжного доручення може здійснюватися через Національну Систему Електронних Платежів (НСЕП); через внутрішньобанківську платіжну систему (ВБПС) — якщо установи входять до системи одного банку;
- 4 — отримання одержувачем виписки банку з його поточного рахунку про зарахування на його рахунок грошових коштів. Але це і різновидом платіжного доручення — розрахунки за допомогою гарантованого доручення.

### Схема # 2

Схема документообігу за розрахунків гарантованими дорученнями

- 1 — передача платником у банк платіжного доручення;
- 2 — отримання платником виписки банку з його поточного рахунку про списання грошових коштів банком на спеціальний рахунок (депонування суми);
- 3 — передача через довірену особу банком платника першого примірника доручення, зразків підписів службових осіб і відбиток гербової печатки, якою оформлено гарантоване доручення;
- 4 — передача через довірену особу заповнених бланків переказів і списку одержувачів грошових коштів;
- 5 — передача гарантованого доручення і реєстру платіжних доручень;
- 6 — передача гарантованого доручення, реєстру платіжних доручень, а також дебетового повідомлення;
- 7 — перерахування задепонованих грошових коштів на поточний рахунок відділення зв'язку;
- 8 — отримання відділенням зв'язку виписки банку з його поточного рахунку про надходження грошових коштів на рахунок відділення зв'язку;
- 9 — видача відділенням зв'язку грошових коштів одержувачам.

### Схема # 3

Схема документообігу за розрахунків платіжними вимогами-дорученнями

- 1 — передача постачальником покупцю документів на відвантаження або передачу товарів, актів виконаних робіт або наданих послуг, а також платіжних вимог-доручень, відправлених ним особисто покупцю або через банк;
- 2 — дооформлення покупцем платіжної вимоги-доручення і передача її в банк (банк платника);
- 3 — здійснення банком платника платежу з врученням виписки з поточного рахунку про списання грошових коштів з його рахунку та надсилання документів у банк постачальника;
- 4 — здійснення банком постачальника зарахування грошових коштів на поточний рахунок постачальника з врученням виписки з його поточного рахунку про отримання грошових коштів.

Розрахунки платіжними вимогами здійснюються за такою схемою:
- 1 — одержувач коштів виписує і здає в установу банку, що його обслуговує, платіжну вимогу до платника і реєстр вимог;
- 2 — банк одержувача пересилає платнику вимогу і реєстр банку платника;
- 3 — банк платника видає платникові платіжну вимогу і повідомляє про платіж;
- 4 — на основі перевіреної платіжної вимоги установа банку списує зазначену суму з рахунку платника;
- 5 — з банку платника надходять документи про перерахування коштів у банк одержувача;
- 6 — банк одержувача зараховує зазначену суму на рахунок одержувача коштів.

## Жиробанки у ФРН
Особливою формою комунальних закладів банківського типу у ФРН є жироцентралі. Перша жироцентраль виникла в Німеччині у 1908 році. У 1916 році утворена Єдина Німецька Жироцентраль. У 1917-1918 роках до неї приєдналися: Німецька Спілка міст, Спілка Прусських Земських Округів та Спілка Великих Німецьких Сільських Спільнот. У 1918 році об'єднана жироцентраль стала банком німецьких комунальних жироспілок. Усього в Німеччині на початку 80-х років функціонувало 12 жироцентралей. Згодом вони були об'єднані в регіональні спілки. Діє також Західнонімецька Спілка Ощадкас і жироцентралей.
Жироцентралі, крім організації жиророзрахунків, надають кредити муніципальним банкам, регіональним та місцевим органам влади у формі комунальних та іпотечних позик. Жиробанки надають лише короткострокові кредити.
У ФРН існують регіональні жироцентрали, завдання яких — здійснення іногородніх жиророзрахунків між вкладниками ощадних кас за їх розрахунковими чеками або жиронаказами. Жироцентрали виконують також функції центральних банків, ощадних кас свого району, а водночас і деякі кредитні функції.

## Жиробанк у Великій Британії
Особливим банківським статусом у Великій Британії наділені два найбільших банки країни: Національний ощадний банк і Національний Жиробанк, що здійснюють послуги, якими користуються тільки державні відомства і місцеві органи влади при розрахунках з населенням. Національний ощадний банк виконує всі основні операції комерційних банків, а Національний Жиробанк є державним підприємством, створеним для розрахунків через поштові відділення, таким чином ставши конкурентом для комерційних банків (зокрема для системи чекового клірингу). Національний жиробанк — державне підприємство, створене в 1968 році. Страхові компанії та пенсійні фонди спрямовують акумульований позиковий капітал у довгострокові інвестиції. Фінансово-кредитна діяльність є вторинною стосовано їхньої професійної спеціалізації — страхових справ і приватного пенсійного забезпечення. Сумарні активи страхових компаній і пенсійних фондів у 1986 році становили 160.000.000.000 (мільярдів) фунтів стерлінгів. Мобілізовані ними кошти вкладаються в операції на строк до 20—25 років (переважно в акції — частка пенсійних фондів у 1995 році становила 64 %, інші цінні папери — 16,6 % та нерухоме майно — 9,2 %). Страхові компанії Великої Британії належать до найбагатших у світі компаній. Проте страховий ринок Великої Британії залишається найконсервативнішим. Тут існує організація страхових синдикатів, які були і є світовими лідерами у страхуванні банківських ризиків. Андерайтери у Великій Британії підстраховують підприємців, розплачуючись власним добробутом за взяті зобов'язання щодо відшкодування втрат. У цьому полягає одна з особливостей такого страхового ринку: на нього неможливо вийти без брокера. Світовим лідером у страхуванні була і є корпорація «Lloyd's». До 80-х років корпорація контролювала половину світового ринку страхування. У 1996 році ситуація трохи змінилася — страхова місткість корпорації зменшилася на 19 %. Сьогодні мінімальний страховий внесок для андеррайтера становить 300.000 доларів США вільного капіталу. Раніше такий внесок гарантував би прибуток у розмірі до 20 %. В наші часи він став значно меншим.
Інвестиційні трести займаються виключно операціями з цінними паперами. Через емісію акцій і облігацій вони залучають капітал, який вкладають у цінні папери інших компаній. При зниженні курсу цінних паперів вони зазнають фінансових труднощів, збитків і банкрутують. Довірчі пайові фонди за спеціалізацією подібні до інвестиційних трастів, вони акумулюють грошовий капітал і вкладають його в цінні папери. Але оскільки пайовик будь-коли може продати свій пай провідній компанії, то капітал цих фондів змінюється: він залежить від переважаючого характеру операцій — продажу чи купівлі паїв. Структура активів фондів подібна до структури активів інвестиційних трастів: близько 80 % становлять акції приватних компаній. Фінансові корпорації спеціалізуються на кредитуванні приватних фірм, які не мають доступу до звичайних джерел позикового капіталу. Держава надає фінансову допомогу таким корпораціям або виступає в ролі гаранта. У 2003 році відбулося злиття Національного Жиробанку з корпорацією «Alliance & Leicester Commercial Bank»..

## Жиробанки в інших країнах
В Європі більша частина країн підтримує існування жиробанків, які функціонують більше ніж 130 років. Сьогодні такі установи функціонують в Австрії, Франції, Німеччині, Нідерландах, Данії, Норвегії, Іспанії, Швейцарії та в деяких інших країнах. Також створюються муніципальні банки в Польщі, Російській Федерації та в інших колишніх соціалістичних країнах.
З 16 липня 1935 року на Антильських островах почав працювати жиробанк (Girobank N.V.). Цей банк активно функціонує на всій території Карибських островів).